# Eleazar Jiménez
Eleazar Jiménez Zerquera est un joueur d'échecs cubain né le 25 juin 1928 à Ciego de Ávila et mort le 6 mai 2000. Cinq fois champion de Cuba (en 1957, 1960, 1963, 1965 et 1967), il a remporté trois fois le championnat panaméricain d'échecs à La Havane (en 1963, 1966 et 1970) ainsi que le tournoi d'échecs de la Costa del Sol en 1966 à Malaga (ex æquo avec Albéric O'Kelly).
Maître international depuis 1963, il représenta Cuba lors du tournoi interzonal de Palma de Majorque en 1970.

## Compétitions par équipe
Jiménez a participé à sept olympiades (de 1960 à 1970 et en 1974), jouant au premier échiquier de l'équipe de Cuba de 1960 à 1968 et marquant 56,5 points en 105 parties.